# Agua Buena
Agua Buena är en ort i Mexiko.   Den ligger i kommunen Santa Catarina och delstaten Guanajuato, i den centrala delen av landet, 210 km nordväst om huvudstaden Mexico City. Agua Buena ligger 1 582 meter över havet och antalet invånare är 119.
Terrängen runt Agua Buena är huvudsakligen kuperad, men österut är den bergig. Agua Buena ligger nere i en dal. Runt Agua Buena är det ganska glesbefolkat, med 25 invånare per kvadratkilometer. Närmaste större samhälle är Victoria, 17,1 km väster om Agua Buena. Omgivningarna runt Agua Buena är i huvudsak ett öppet busklandskap.